# Баймухамедов Бауржан Ісайович
Бауржан Ісайович Баймухамедов (каз. Бауыржан Исаұлы Баймұхаммедов; нар. 15 лютого 1948 — пом. 5 квітня 2015, Шимкент) — радянський футболіст, який виступав на позиції півзахисника, та казахський футбольний тренер. Відомий за виступами в клубі «Кайрат» у вищій лізі СРСР, а також роботою головного тренера в низці казахських клубів та національній збірній Казахстану.

## Клубна кар'єра
Бауржан Баймухаметов розпочав виступи на футбольних полях у команді радянського класу «Б» «Металург» з Чимкента у 1966 році, у 1968—1969 роках грав у складі клубу у другій групі класу «А». Протягом виступів був гравцем основного складу, запрошувався до дублюючого складу команди «Кайрат» з Алма-Ати, а в 1969—1970 роках грав у складі алматинського клубу спочатку у вищій лізі, а пізніше в першій лізі. У другій половині 1970 року Баймухамедов грав у складі команди групи «Б» «Енергетик» (Джамбул), а в 1971 році повернувся до чимкентського «Металурга», який на той час грав у другій лізі СРСР. У 1972—1974 роках футболіст грав у складі іншої команди другої ліги «Динамо» з Цілинограда. У 1975 році Бауржан Баймухамедов грав у складі карагандинського «Шахтаря», а в 1976 році перейшов до складу команди першої ліги |«Зірка» з Пермі. Щоправда, пермська команда за підсумками чемпіонату 1977 року вибула до другої ліги, проте за підсумками наступного сезону знову повернулась до першої ліги. Але Баймухамедов у 1979 році зіграв у складі «Зірки» лише 3 матчі Кубка СРСР, та повернувся до складу карагандинського «Шахтаря». У 1980—1981 роках футболіст грав у складі команди другої ліги «Цемент» з Новоросійська. У 1982 році Баймухамедов був граючим тренером чимкентського «Меліоратора». У 1983—1984 роках він грав у складі цілиноградського «Цілинника», а в 1987 році знову був граючим тренером «Меліоратора», після чого на футбольних полях уже не грав.

## Тренерська кар'єра
Ще під час виступів на футбольних полях Бауржан Баймухамедов розпочав тренерську кар'єру, в 1982 і 1987 році виконуючи обов'язки граючого тренера клубу «Меліоратор» із Чимкента. У 1989—1991 роках Баймухамедов був головним тренером чимкентського «Меліоратора». У 1993—1994 роках колишній футболіст очолював клуб |«Цесна» з Акмоли. У 1994 році Бауржан Баймухамедов очолював національну збірну Казахстану. У 1996 році Баймухамедов входив до тренерського штабу російської команди «Жемчужина-Сочі». У 1997—1998 роках він був одним із тренерів своєї колишньої команди «Шахтар» з Караганди, а в 1998—1999 роках очолював карагандинську команду. У 2001 році Баймухамедов очолював команду «Достик» із Шимкента. У 2005 році він став одним із тренерів «Женіса» з Астани. У 2008 році колишній футболіст був президентом клубу «Ордабаси». У 2011 році вже досвідчений тренер очолив клуб «Каспій» з Актау. У 2012 році Баймухамедов очолив дублюючий склад клубу «Акжайик», а в 2013 році став головним тренером першої команди клубу. Щоправда, наступного року тренер покинув команду у зв'язку з погіршенням стану здоров'я. Помер Бауржан Баймухамедов 5 квітня 2015 року в Шимкенті.